# I Love You (Amanda Blank)
I Love You è il primo album in studio della rapper e cantante statunitense Amanda Blank, pubblicato nel 2009.

## Tracce
1. Make It Take It — 2:25
2. Something Bigger, Something Better — 3:04
3. Make-Up — 2:16
4. Gimme What You Got (featuring Spank Rock) — 2:46
5. Lemme Get Some (featuring Chuck Inglish) — 3:01
6. Shame on Me — 3:56
7. A Love Song (featuring Santigold) —  3:33
8. DJ — 2:53
9. Might Like You Better — 2:55
10. Big Heavy — 3:59
11. Leaving You Behind (featuring Lykke Li) — 2:45